# 卡巴拉圣若望堂
卡巴拉圣若望堂（San Giovanni a Carbonara）是一座哥特式风格的罗马天主教教堂，位于意大利南部那不勒斯卡巴拉街（via Carbonara）的北端，就在旧城的东城墙外面。“卡巴拉”（carbonara）意为运煤工，此处在中世纪的城墙外，用于收集和焚烧垃圾。

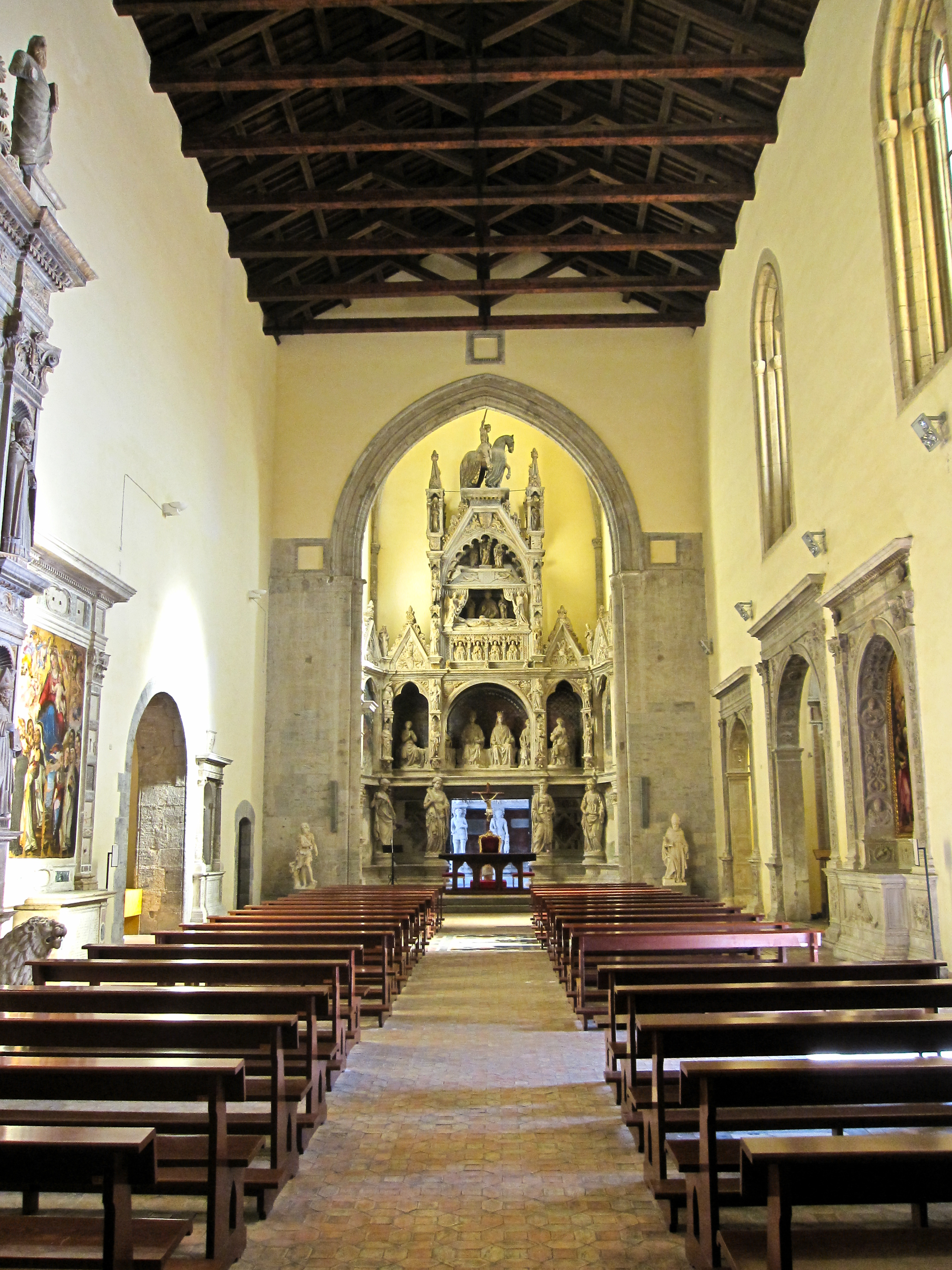
Interior

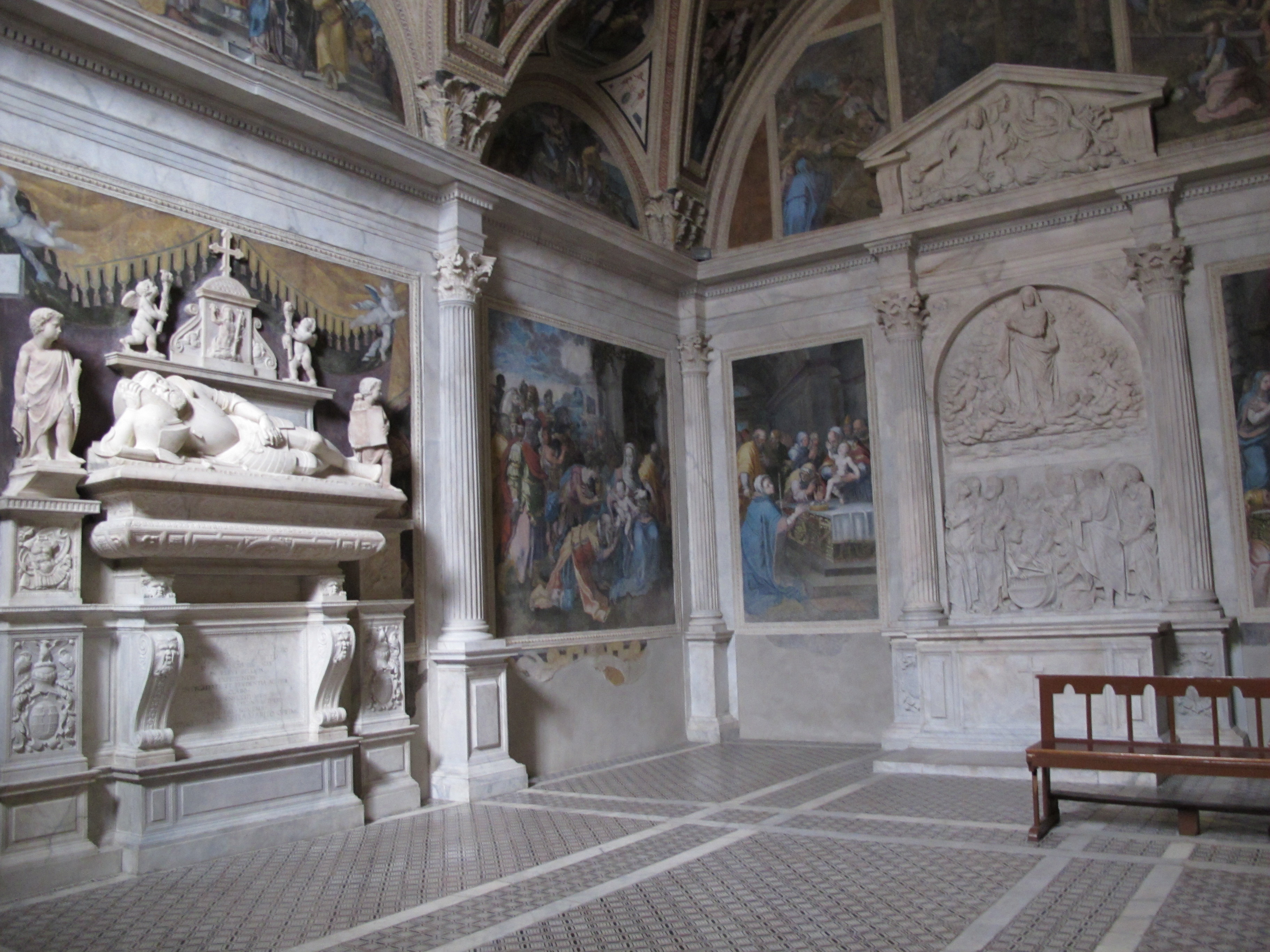
Somma chapel.

## 历史
圣若望修道院及教堂由奥斯定会创建于1343年。教堂完成于15世纪初。

## 建筑与装饰
教堂于1856年修复，但1943年盟军的轰炸严重破坏。